# 费尔诺
费尔诺（義大利語：Ferno），是意大利瓦雷泽省的一个市镇。总面积8平方公里，人口6899人，人口密度862.4人/平方公里（2009年）。国家统计（ISTAT）代码为012068。